# فرقاطة ميكو 200
فرقاطة ميكو 200 فئة فالور، هي فئة من الفرقاطات التي بنيت للقوات البحرية لجنوب أفريقيا. وهي جزء من عائلة ميكو للسفن الحربية ، وضعت شركة بناء السفن الألمانية بلوم+فوس الفئة رسميًا تحت رمز MEKO A-200SAN.

## المواصفات العامة
هو تصميم من قبل حوض بناء السفن بلوم + فوس ألمانيا، كحصة من عائلة ميكو من السفن الحربية.الفرقاطة ميكو A-200 المتعددة المهام هي جزء من سلسلة من السفن الألمانية ميكو (مع كورفيت ميكو A-100). وتتضمن هذه السفينة الثورية أحدث التقنيات البحرية من الصناعات الألمانية والأوروبية، بالإضافة إلى ذلك، تم تصميم ميكو مع المواد وتكوين خاص تصنيف ذلك في نطاق ما يسمى السفن الشبح مع انخفاض حاد في توقيع الرادار، الصوتية، والأشعة تحت الحمراء.

### انظمة الرادار والتسلح
كما كشف الرادار لديها سطح-سطح وإلى وضع سطح-جو ومزيج من الرادار ونظام يظهروا للمهاجمة الصاروخية، كما أنه يحتوي على المدفعية اوتو ميلارا 76 مم و2 مدافع دينيل 35 مم جنبا إلى جنب مع نظام اختيار اطلاق النار التلقائي.
كما أن لديها المجمع الصاروخي وما مجموعه 16 صاروخ سطح سطح طراز ار بي أس-15 بلوك 3 بمدي 250 كم وهو من أفضل الصواريخ في فئته (مقاومة للتشويش والإعاقة مناورة متميزة ورأس حربي مصمم بعناية). ،للدفاع الجوي عدد 32 خلية إطلاق رأسية من إنتاج دينيل تستعمل نظام القصير المدى اومكونتو هو صاروخ جنوب أفريقي توجيه بلاشعة تحت الحمراء وبالقصور الذاتي، ونظام سجام "NGDS" الفرنسي اللدفاع الجوي على كل جهة .
للحرب المضادة للغواصات لديها أربعة قاذفات الطوربيدات 324 مم التي تديرها السونار فرنسي تاليس Thales Kingklip
وميكو A-200 لديه حظيرة في الخلف، ويمكن أن تحمل هليكوبتر سوبر لينكس MK130 الإصدار CSARR للبحث والإنقاذ ولكن أيضا للحرب المضادة للغواصات.

## الرادار والإجراءات المضادة

### الرادار
- تشكيلة من المستشعرات منها الرادار السويدي سي جيراف AMB 3-D وسونار طاليس UMS4132 Kingklip ونظام سيروس 200 السويدي (أوبترونيك +رادار)

### منظومة إجراءات مضادة تشمل
- 4 قواذف أجسام خداعية طراز ماس إنتاج رايمنتال.
- 2 قاذف رأسي لمنظومة NGDS من إنتاج ساجم.
- وغالبا ستحمل نظام إدارة المعارك السويدي 9LV ..

## روابط خارجية
- Naval Technology page on MEKO A نسخة محفوظة 14 فبراير 2004 على موقع واي باك مشين.
- South African Navy: Valour Class frigate page